# Balkanskij rubezj
Balkanskij rubezj (russisk: Балканский рубеж) er en russisk-serbisk spillefilm fra 2019 af Andrej Volgin.

## Medvirkende
- Anton Pampusjnyj som Andrey Shatalov "Shatay"
- Gosja Kutsenko som Aslan-Bek "Bek" Evkhoev
- Miloš Biković som Vuk Majevski
- Milena Radulović som Jasna Blagojević
- Gojko Mitić som Goran Milić